# Решетняк, Юрий Григорьевич
Ю́рий Григо́рьевич Решетня́к (26 сентября 1929, Ленинград — 17 декабря 2021, Новосибирск) — советский и российский математик. Доктор физико-математических наук (1961), профессор по кафедре высшей алгебры и геометрии ММФ НГУ (1962), академик РАН (1987).

## Биография
Участвовал в математическом кружке при Дворце пионеров под руководством Виктора Залгаллера.
В 1947 году после окончания средней школы поступил на математико-механический факультет Ленинградского университета. Окончил обучение в четыре года и был оставлен в аспирантуре ЛГУ. В 1954 году под руководством Александра Даниловича Александрова защитил кандидатскую диссертацию «О длине и повороте кривой и о площади поверхности» и был направлен на работу в Ленинградское отделение Математического института имени Стеклова.
В конце 1957 года переехал с семьёй в Новосибирск, где с 1 декабря 1957 года стал одним из первых сотрудников Института математики (ныне имени Соболева) созданного в том году Сибирского отделения Академии наук СССР.
В Новосибирске продолжил начатые в Ленинграде исследования. Здесь окончательно сформировался оригинальный стиль исследований на границе между математическим анализом и геометрией. В 1960 году на Объединённом учёном совете СО АН защитил докторскую диссертацию на тему «Изотермические координаты в двумерных многообразиях ограниченной кривизны» (основной результат был получен ещё в аспирантуре ЛГУ).
В Институте математики создал научное подразделение, ставшее вскоре крупным отделом анализа и геометрии.
В 1966 году по предложению академика Мальцева избран заведующим кафедрой математического анализа Новосибирского государственного университета, которую до этого возглавляли Лаврентьев и Ляпунов.
Скончался 17 декабря 2021 года в Новосибирске. Похоронен на Южном кладбище.
В честь 95-летию со дня рождения академика РАН Юрия Григорьевича Решетняка Институт математики им. С. Л. Соболева и Математический центр в Академгородке проводят с 22 по 28 сентября 2024 года Конференцию по геометрическому анализу.

## Награды
В 1980 году получил звание «Заслуженный деятель науки». В 1981 году избран членом-корреспондентом АН СССР по отделению математики, а в 1987 году — действительным членом по тому же Отделению. В 2000 году получил премию имени Лобачевского, присуждаемую Российской академией наук.
Избран иностранным членом Финской академии наук в 1996 году и почётным членом Московского математического общества в 1997 году. Награждён орденом «Знак Почёта» и медалями, в 1999 году он награждён правительственной медалью ордена «За заслуги перед Отечеством» II степени.

## Педагогическая деятельность
Преподавал в Новосибирском государственном университете с момента его основания. Разработал современный курс математического анализа; автор многочисленных учебных пособий по современным разделам анализа и по трудным главам основного курса, автор учебника «Курс математического анализа в 4-х книгах».